# 2008年カナダ総選挙
2008年カナダ総選挙は、北米に位置するカナダ連邦の立法府であるカナダ議会の庶民院（下院）を構成する議員を選出するために行われた選挙で、2008年10月14日に投票が行われた。

## 概要
スティーブン・ハーパー首相が下院を解散したことで行われた。今回の総選挙は、2006年1月の総選挙の結果を受けて発足したハーパー政権の下で制定された、総選挙を四年ごととする法律に反する形で行われたが、背景には与党である中道右派のカナダ保守党が下院において過半数を有しておらず、政権運営において自由党など野党との妥協を余儀なくされていた状況を解消する目的があった。そのため、今回の選挙では保守党が下院の過半数を制するかどうかが焦点となった。

## 選挙結果
世論調査で首位に立っていた保守党は議席を増やし第1党の座を維持したものの、目標としていた過半数を確保することは出来なかった。
- 選挙人数：23,677,639名
- 投票者数：13,929,093名
- 投票率：58.8%

| 党派               | 得票数     | 得票率 | 議席数 | 議席率 |
| ------------------ | ---------- | ------ | ------ | ------ |
| カナダ保守党       | 5,209,069  | 37.7%  | 143    | 46.4%  |
| カナダ自由党       | 3,633,185  | 26.3%  | 77     | 25.0%  |
| ブロック・ケベコワ | 1,379,991  | 10.0%  | 49     | 15.9%  |
| 新民主党           | 2,515,288  | 18.2%  | 37     | 12.0%  |
| カナダ緑の党       | 937,613    | 6.8%   | 0      | 0.0%   |
| 無所属             | 89,387     | 0.6%   | 2      | 0.6%   |
| その他             | 69,761     | 0.5%   | 0      | 0.0%   |
|                    | 13,834,294 |        | 308    |        |

出典：Official Voting Results FORTIETH GENERAL ELECTION 2008
中道左派の自由党は前回選挙の103議席を大きく下回る77議席を得るに留まり、得票率も1867年の連邦誕生以最低の26％強に留まった。ケベック州の分離独立を目指している地域政党であるブロック・ケベコワは同州に割り当てられた75議席中49議席を獲得。社会民主主義系政党の新民主党は議席を29から37に伸ばし、無所属議員2名も再選された。環境保護政党である緑の党は、主要政党では唯一得票を伸ばしたが、自由党から緑の党に移籍した議員が落選したことにより、同党で初めてとなった議席を失うことになった。　